# Scaphognathus
Scaphognathus ([skafognátus]; "čelist podobná nádobě") je vyhynulým rodem ramforynchoidního ptakoještěra, žijícího v období svrchní jury na území dnešního Německa. V současnosti je tento druh znám pouze ze dvou exemplářů, objevených ve svrchnojurských sedimentech bavorského Solnhofenu. Celkově se tento rod podobal příbuznému rodu Rhamphorhynchus, vykazoval však jisté rozdíly ve stavbě lebky, počtu zubů apod. Celkové rozpětí křídel činilo pouze asi 90 cm, lebka měřila kolem 12 cm.

## Historie objevu
Tento druh byl popsán již v roce 1830 nebo 1831 jako Pterodactylus crassirostris Goldfussem, teprve o 30 let později však poznal Johann Wagner díky objevu druhého exempláře s ocasní částí páteře, že se jedná o samostatný rod. Druhý exemplář byl výrazně menší a šlo zřejmě o nedospělého jedince.

## Měkké tkáně
V listopadu roku 2018 byla uveřejněna vědecká studie výzkumu jednoho dobře zachovaného exempláře zobrazovací technologií Reflectance Transformation Imaging (RTI), která ukázala, že i na domněle dobře prozkoumaných exemplářích se může nacházet množství dosud běžnými metodami nezaznamenaných anatomických detailů. Výsledky nového výzkumu měkkých tkání tohoto pterosaura byly publikovány v roce 2023.

## Exempláře
- Pterodactylus crassirostris (Goldfuss, 1830)
- Pachyrhamphus crassirostris (Fitzinger, 1843)
- Ornithocephalus crassirostris (Wagner, 1851)
- Brachytrachelus crassirostris (Geibel, 1852)
- Rhamphorhynchus crassirostris (Wagner, 1858)

## V populární kultuře
Německými paleontology byl dobře zachovalý exemplář tohoto taxonu vyhlášen fosilií roku 2021.